# Jürgen Scholz
Jürgen Scholz (* 1929 in Essen; † 7. Juli 2010) war ein deutscher Unternehmer und Werbetexter.
Nach seinem Abitur volontierte Jürgen Scholz bis 1951 in der Werbeabteilung des Lebensmittel-Konzerns Tengelmann. Anschließend studierte er an der Folkwangschule für Gestaltung in Essen. Dort lernte er Vilim Vasata kennen, mit dem er 1953 in Mülheim an der Ruhr die Werbeagentur Vasata-Scholz gründete. Dies war die Keimzelle für Team / BBDO Düsseldorf.
Gemeinsam mit Michael Menzel gründete Jürgen Scholz 1981 in Hamburg die Agentur Scholz & Friends und verkaufte sie 1986 an Bates. Jürgen Scholz wechselte in den Aufsichtsrat von Jung von Matt. Mitte der 1990er Jahre zog er sich ins Privatleben auf einen Bauernhof in Schleswig-Holstein zurück.